# Tortolì
Tortolì (, Tortohelie in sardo) è un comune italiano di 11 013 abitanti  capoluogo, insieme a Lanusei, della provincia dell'Ogliastra in Sardegna. La cittadina è il centro più popoloso della provincia.

## Geografia fisica

### Territorio

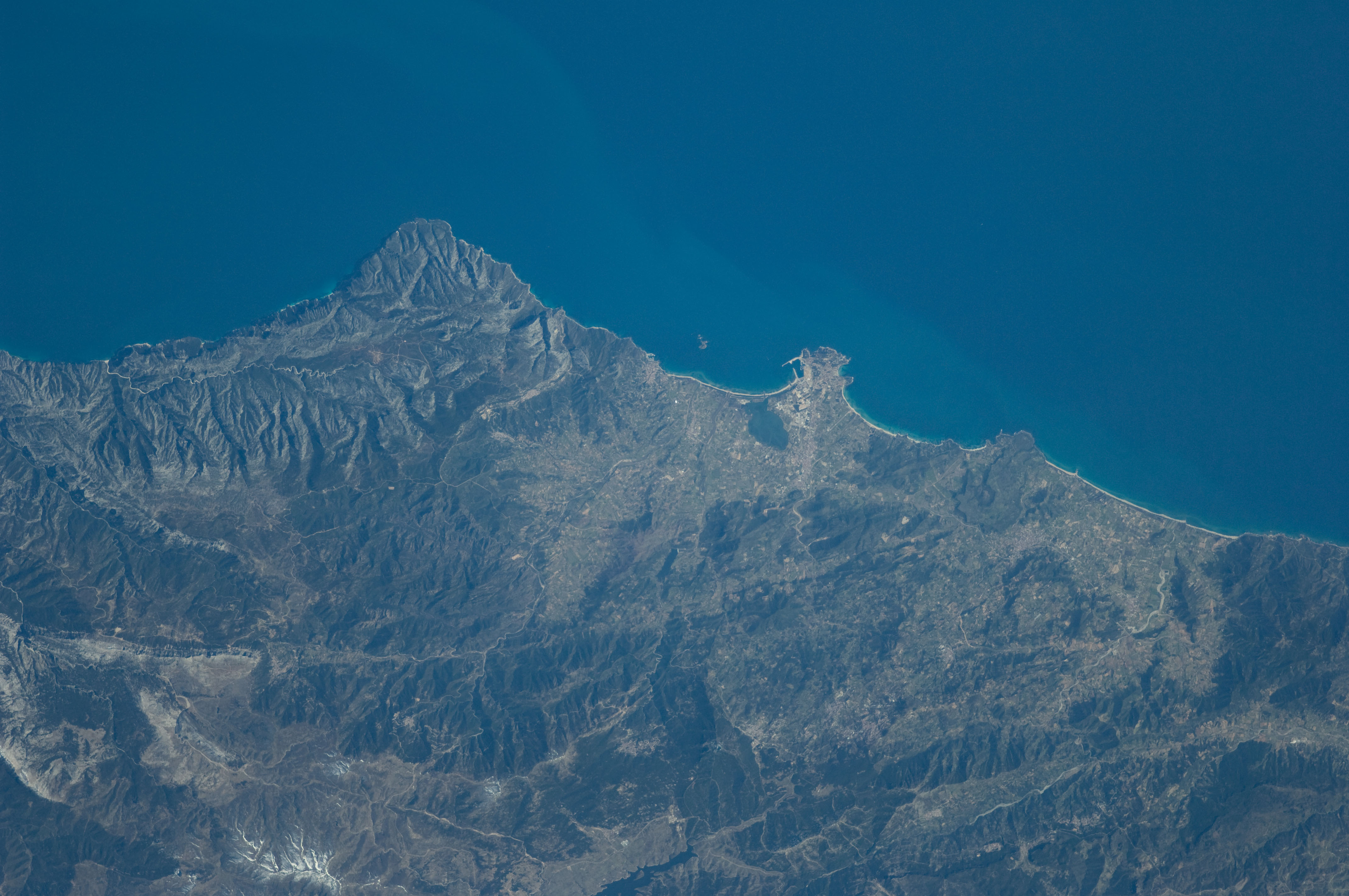
Vista satellitare del territorio di Tortolì e dei comuni circostanti

La città è situata nella costa centro-orientale della Sardegna e il suo porto, situato ad Arbatax, e l'aeroporto (Tortolì-Arbatax) ne permettono il collegamento con la penisola italiana e il resto dell'Europa. Confina a nord con Girasole e Lotzorai, a ovest con Villagrande Strisaili, Elini e Ilbono, a sud con Bari Sardo.
Il territorio si estende per circa 40 km² di pianura fertilissima, creata dai depositi alluvionali del rio Foddeddu e del rio Sa Teula che terminano il loro corso, rispettivamente, il primo negli stagno di Orrì e il secondo nel grande stagno di Tortolì.
Le colline che delimitano ad ovest il territorio comunale sono anche nei confini del comune di Villagrande, di Arzana, di Elini e di Ilbono: appartengono a Tortolì solo la collina di monte Attu ed un piccolo appezzamento sulla montagna di fronte all'Istituto agrario denominato "Is Terras de Sa Idda".
Una particolarità geologica è costituita dalla presenza di una cresta di porfido rosso che dal promontorio di capo Bellavista corre parallelo alla costa tortoliese per terminare in mare nella spiaggia di Cea: è lo stesso filone che ha creato gli scogli rossi di Arbatax.

### Clima
Il clima è di tipo mediterraneo con estati calde e temperature che raggiungono anche i 35° e inverni miti con scarse precipitazioni.

## Origini del nome

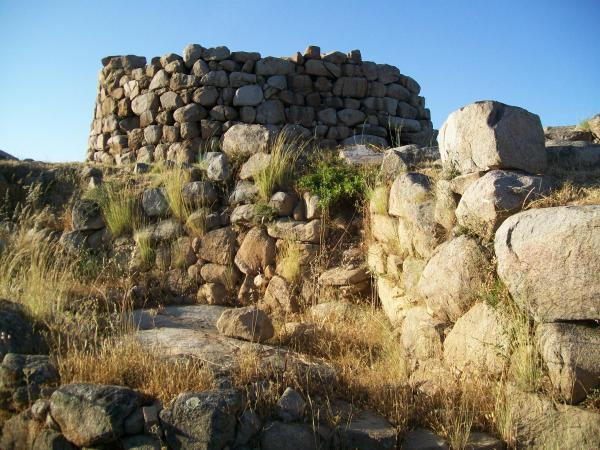
Nuraghe S'Ortali 'e su Monti

L'origine del toponimo è controversa. C'è chi ha sostenuto che Tortueli fosse una corruzione di Portus Ilii (Giovanni Spano nel suo Vocabolario sardo del 1872), cioè gli ilienses, con patronimico porticenses, del Sulpicius portus. Altri hanno intravisto la derivazione dal termine Portu con il suffisso Elia: Portuelie (Porto di S. Elia). I Pisani lo scrivevano Tortohelie.

## Storia

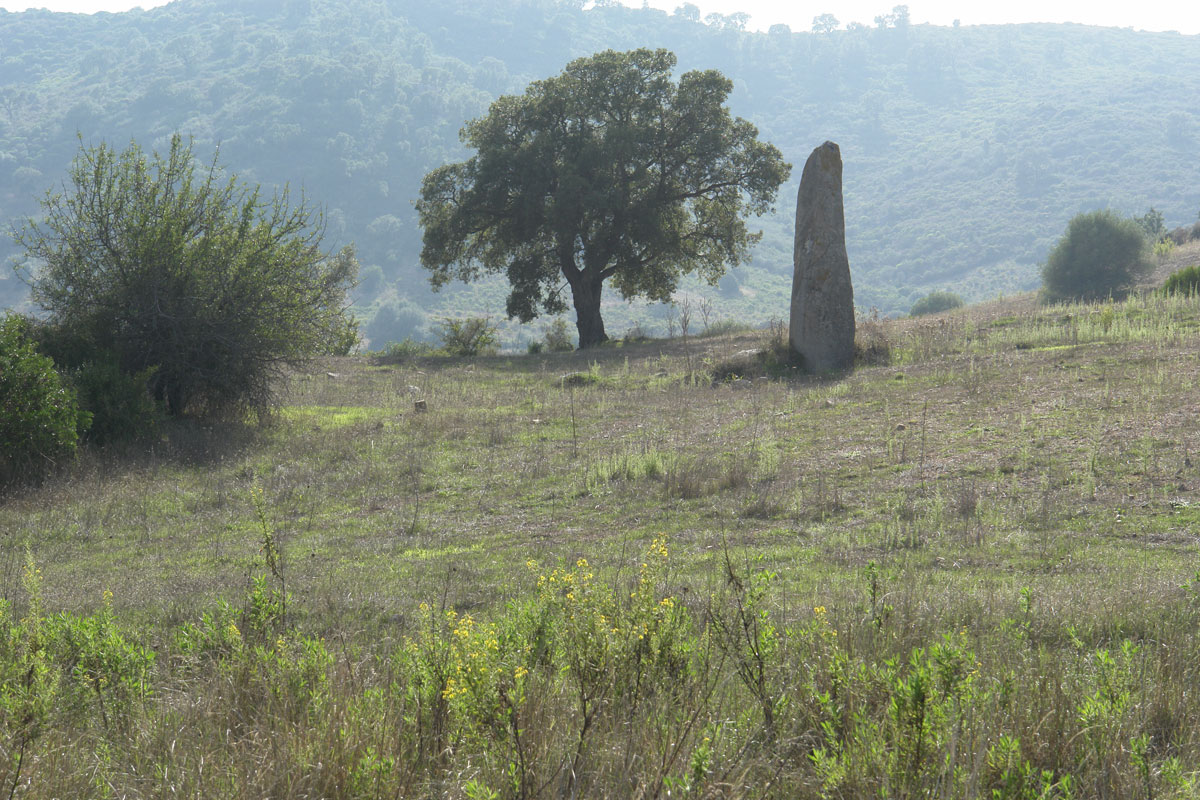
Menhir

### Neolitico e civiltà nuragica
Le tracce dei primi insediamenti risalgono al neolitico, dal 6000 al 2900 a.C. Il culto pagano dei popoli prenuragici è segnalato dalla presenza di vestigia megalitiche quali i menhir e le domus de janas.
Nell'area di Tortolì, e più in generale nel territorio circostante, la presenza di oltre 200 monumenti di età nuragica (nuraghi, tombe dei giganti, pozzi sacri) documentano il fiorire di importanti insediamenti agevolati dalla ricchezza del territorio, dall'abbondanza di risorse idriche ed alimentari.

### Sulci Tirrenica
L'arrivo dei navigatori fenici nel VII secolo a.C. e successivamente dei punici determina la nascita dell'insediamento dell'antica Sulci Tirrenica. La posizione della città lungo la rotta dall'Africa alle foci del Rodano, la pianura circostante ricca di risorse agricole e di acqua, l'orografia della costa orientale che colloca il porto di Sulci subito prima o subito dopo i terribili Montes Insani lungo la rotta marittima di levante, sanciscono l'importanza del sito e ne fanno un punto fermo per i navigatori antichi e fino al medioevo.
Tracce dell'insediamento punico sono state rinvenute nello stagno di Tortolì nel 1988 durante i lavori di dragaggio della laguna, con la scoperta di grandi blocchi in pietra squadrata appartenenti presumibilmente alle fondazioni dell'antico porto. Il medievale castello di Medusa, nella vicina Lotzorai, sembra sia stato edificato sulle fondazioni di una preesistente fortezza punica. Il poeta romano Claudiano nel IV secolo d.C. parlando della città di Sulci ne ricorda le antiche origini puniche: "pars adit antiqua ductos Carthagine Sulcos".

### Portus Sulpicius di Sulci
L'arrivo dei romani è datato alla metà del III secolo a.C., al tempo della prima guerra punica. Nel primo secolo dell'impero Plinio certifica che in Sardegna esistevano 18 oppida, cioè città aventi diritto di res pubblica; a tal proposito Ettore Pais approfondisce la ricerca enumerandole tutte ed individuando l'oppidum di Sulci sulla costa orientale - oltre alla più nota Sulki nell'isola di Sant'Antioco - ed anche il grande geografo Tolomeo ne individua la posizione in un punto della costa orientale equidistante fra la foce del Cedrino e quella del Flumendosa. Dalle fonti antiche apprendiamo inoltre che i popoli dimoranti nei dintorni di Sulci erano i Sulcitani, i Bulgares e i Fifenses
Durante la seconda guerra punica una flotta di 50 nuove quinquereme al comando del console Claudio Tiberio Nerone, in viaggio verso l'Africa per congiungersi all'esercito di Scipione l'Africano, viene quasi completamente distrutta al largo dei Montes Insani, corrispondenti al tratto di mare fra capo Comino e capo Montesanto: "ibi superantem Insanos montes multo et saevior et infestioribus locis tempestas adortas disiecit classem". Nerone riuscì comunque a condurle a Caralis e da lì alla fine dell'anno consolare le riportò a Roma.
In epoca tardo imperiale, nel 397 una spedizione inviata da Stilicone contro il comes Africae Gildone che aveva bloccato le forniture di grano fra l'Africa, la Sardegna e la Capitale, parte da Pisa e discende la consueta rotta che tocca il porto di Olbia, Porto Sulpicio di Sulci, Caralis e la costa africana: all'altezza dei Monti Insani una terribile tempesta disperde le navi. Alcune trovano rifugio a Sulci, altre ad Olbia. Dopo la sosta necessaria alle riparazioni la spedizione raggiunge il porto di Caralis e da qui Cartagine dove, la primavera successiva Gildone viene sconfitto. Tuttavia è possibile che in questo caso la Sulci in questione fosse quella del sud-ovest della Sardegna.
Tracce di insediamenti romani sono state rinvenute presso la chiesa di San Lussorio e nell'area a destra della SS 125 in direzione Girasole, adiacente all'ansa della laguna dove doveva essere l'antico porto punico e poi romano. Altre importanti vestigia sono rappresentate dagli innumerevoli ritrovamenti di relitti di navi romane e del loro carico nelle acque antistanti il golfo di Tortolì-Arbatax.
L'invasione dei vandali dal nord Africa si estese anche sulla Sardegna e pose fine alla dominazione romana nell'anno 455. Nel 534 l'imperatore Giustiniano sconfisse i Vandali e riconquistò la Sardegna che venne amministrata da un delegato bizantino, tuttavia l'espansionismo arabo nel Mediterraneo determinò via via una sempre maggiore autonomia da Bisanzio fino alla costituzione dei Giudicati.

### Il Giudicato di Ogliastra e gli Arabi
È possibile (anche se estremamente improbabile, vista l'assenza di qualsiasi forma di documentazioni) che un insediamento arabo fosse presente in Sardegna nell'VIII secolo e forse fin dall'inizio dell'espansionismo arabo nel Mediterraneo. Secondo una contestata teoria il toponimo "Arbatax" sarebbe di derivazione araba, precisamente dalla parola "arbaʿat ʿashara", che significa "quattordici".
Altro curioso riferimento alla presenza araba nel territorio orientale è dato dalla costante citazione del termine "Liberus de paniliu" in documenti Giudicali dell'XI secolo che ne assegnano la cessione alla Diocesi assieme alla villa di Kolostrai. Il termine Liberus de paniliu, si riferiva ai servi cristiani semi-liberi nati da schiavi musulmani nella disponibilità del Giudice.
La presenza di una popolazione stanziale araba sulla costa orientale motiva poi il fatto che l'Ogliastra sia stata l'unica zona della Sardegna non interessata ad insediamenti monastici, né di rito romano, né di rito orientale.
In questo quadro trova ragionevole motivazione quanto descritto nei documenti storici della Repubblica Marinara di Pisa.
Lo storico pisano Raffaello Roncioni, nelle sue "Historie Pisane" racconta che nel 1003 una flotta pisana assalì l'Ogliastra, la occupò e subito dopo si diresse verso la città di Olbia che venne messa sotto assedio e conquistata.

Questo episodio storicamente documentato, è importante per cercare di illuminare il periodo antecedente dei secoli VIII e IX sui quali poco si sa e che hanno visto mutare la situazione politico amministrativa della Sardegna, prima territorio Bizantino poi autonomo Giudicato ed infine dopo l'anno 1000 organizzata nei Regni Giudicali definitivi.

Lo storico pisano non dice chi fossero i nemici contro cui combatté l'armata pisana ma è facile immaginare che non potessero essere che gli Arabi del Califfato omayyade di Cordoba, insediati in maniera stabile lungo gli approdi della costa orientale fin dall'inizio dell'espansione araba nel Mediterraneo i quali esercitavano la guerra di corsa nell'alto Tirreno partendo appunto dalle coste del Sarrabus e dell'Ogliastra.
La grande spedizione militare del 1004 composta da 120 navi, 10.000 soldati e 1000 cavalli, condotta dall'Emiro della Ta'ifa di Denya (Baleari), il famoso Mujāhid al-ʿĀmirī (detto dalle popolazioni italiche "Mugetto" o "Musetto"), sbarcò in Sardegna con l'intenzione di conquistarla per farne la base operativa delle incursioni musulmane contro la Penisola italica e, in particolare, contro le Repubbliche Marinare di Pisa e di Genova. Un'operazione militare di questa portata avrebbe potuto essere organizzata con l'aiuto e con le informazioni fornite dai musulmani insediati lungo la costa orientale in maniera stabile, ma nessuna documentazione esiste in merito mentre le ceramiche e i manufatti ritrovati nella piana di Tortolì e Barisardo, così come il reliquiario mozarabico di provenienza andalusa, ritrovato sotto l'altare della chiesa di Santa Maria Navarrese e risalente all'XI secolo, potrebbe essere semplicemente la dimostrazione di un probabile commercio tra le opposte sponde del Mediterraneo.
La grande vittoria conseguita da Mujāhid al-ʿĀmirī contro il Signore di Sardegna (presumibilmente lo Judex Provinciae Salut di Cagliari che mori in battaglia insieme alla maggior parte dei suoi funzionari e della Corte), determinò una grave crisi dinastica nell'organizzazione Giudicale della Sardegna e consentì ai maggiorenti delle altre parti dell'isola che ambivano a rendersi indipendenti dal potere centrale di instaurare i nuovi Giudicati autonomi.

Nacquero così oltre a Cagliari i Giudicati di Torres, Arborea, Gallura e, come conseguenza delle campagne militari dei Pisani contro gli Arabi di Mujāhid, anche il Giudicato di Agugliastra retto, per conto di Pisa, dalla famiglia dei Sismondi.

### La curatorìa d'Ogliastra e la Contea di Quirra
Durante il medioevo Tortolì fece parte del giudicato di Cagliari, nella curatoria dell'Ogliastra. Il territorio fu interessato alle vicende belliche nel mese di marzo del 1166, quando una formazione di 9 galee genovesi al comando del console Oberto Recalcato venne attaccata e respinta da una flotta pisana composta da ben 17 galee nelle acque del golfo di Arbatax. Le vicende intrecciate del Giudicato di Cagliari e delle due Repubbliche marinare portarono alla fine del Giudicato di Cagliari con la distruzione di Santa Igia e con spartizione in tre parti del territorio giudicale: l'Ogliastra venne ceduta nel 1258 al Giudice di Gallura, il pisano Giovanni Visconti. Passò poi sotto il controllo della Repubblica di Pisa
Gli atti documentali datati dal XIV secolo in poi individuano il territorio ogliastrino come giudicato a sé a differenza delle altre parti del territorio sardo che vengono appellate "Curatorias o Mandamenti ". Nell'anno 1579 il "Libro de todas las Gracias" registra che, anticamente, le riunioni della Corona de Logu del Giudicato Agugliastra si tenessero nella chiesa di San Antonio Abate a Tortolì, vicino all'attuale stazione ferroviaria.
Il Comune di Pisa controllò il territorio esercitando una fortissima pressione fiscale sulle popolazioni tale da determinarne lo schieramento di queste ultime con l'esercito aragonese di Francesco Carroz sbarcato nel 1324 sulle coste ogliastrine per conquistare il porto di Tortolì ed il castello di Medusa a Lotzorai che venne consegnato, senza colpo ferire, all'ammiraglio di Valencia. A seguito delle successive vicende belliche ed alla capitolazione di Villa di Chiesa l'attuale città di Iglesias, il 10 maggio 1324 l'Ogliastra fu assegnata alla contea di Quirra. Il feudo venne completato il 20 febbraio 1325, con l'atto di infeudazione delle ville di Tortolì e Lotzorai a Francesco Carroz concesso da Giacomo II di Aragona.

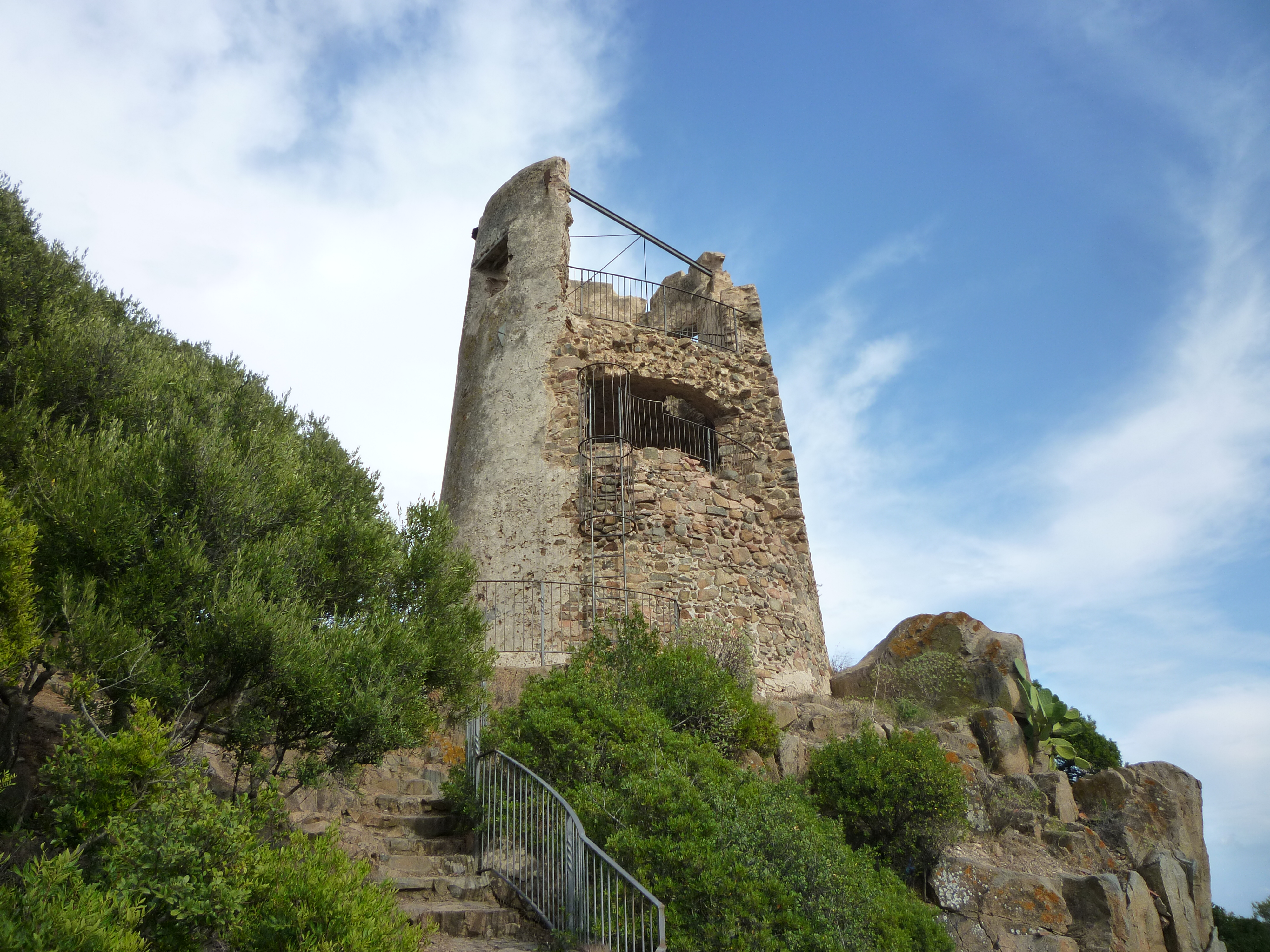
La torre di San Gemiliano, eretta nel 1639 a difesa della costa ogliastrina

I cento anni successivi videro le alterne vicende della guerra fra i giudici di Arborea e gli Aragonesi, fino alla definitiva conquista della Sardegna il 17 agosto 1420. Un ruolo determinante nelle vicende militari, ebbero le popolazioni ogliastrine schierate con gli Aragonesi che ottennero in cambio della loro fedeltà, importanti concessioni nei capitoli di grazia del feudo e particolari esenzioni fiscali. È interessante notare che ancora intorno al 1550 l'istituzione giudicale di Agugliastra è presente nell'ordinamento amministrativo della Sardegna catalano-aragonese dove nei documenti di araldica nobiliare viene citato, col titolo di capitano del giudicato di Ogliastra il nobile tortoliese Antonio Puliga, così pure il figlio don Biagio Puliga e don Sebastiano Quigino tutti appartenenti alla nobile casata tortoliese dei conti Quigini-Puliga.
La dominazione spagnola durò fino al XVIII secolo. Dopo una brevissima dominazione austriaca la Sardegna fu assegnata ai Savoia, che presero possesso del Regno di Sardegna, confluito poi nel Regno d'Italia. Nel periodo che va dal 1835 al 1838 il re Carlo Alberto promulgò le leggi finalizzate all'abolizione dei feudi: 180 comunità, fra cui Tortolì diventarono liberi comuni.

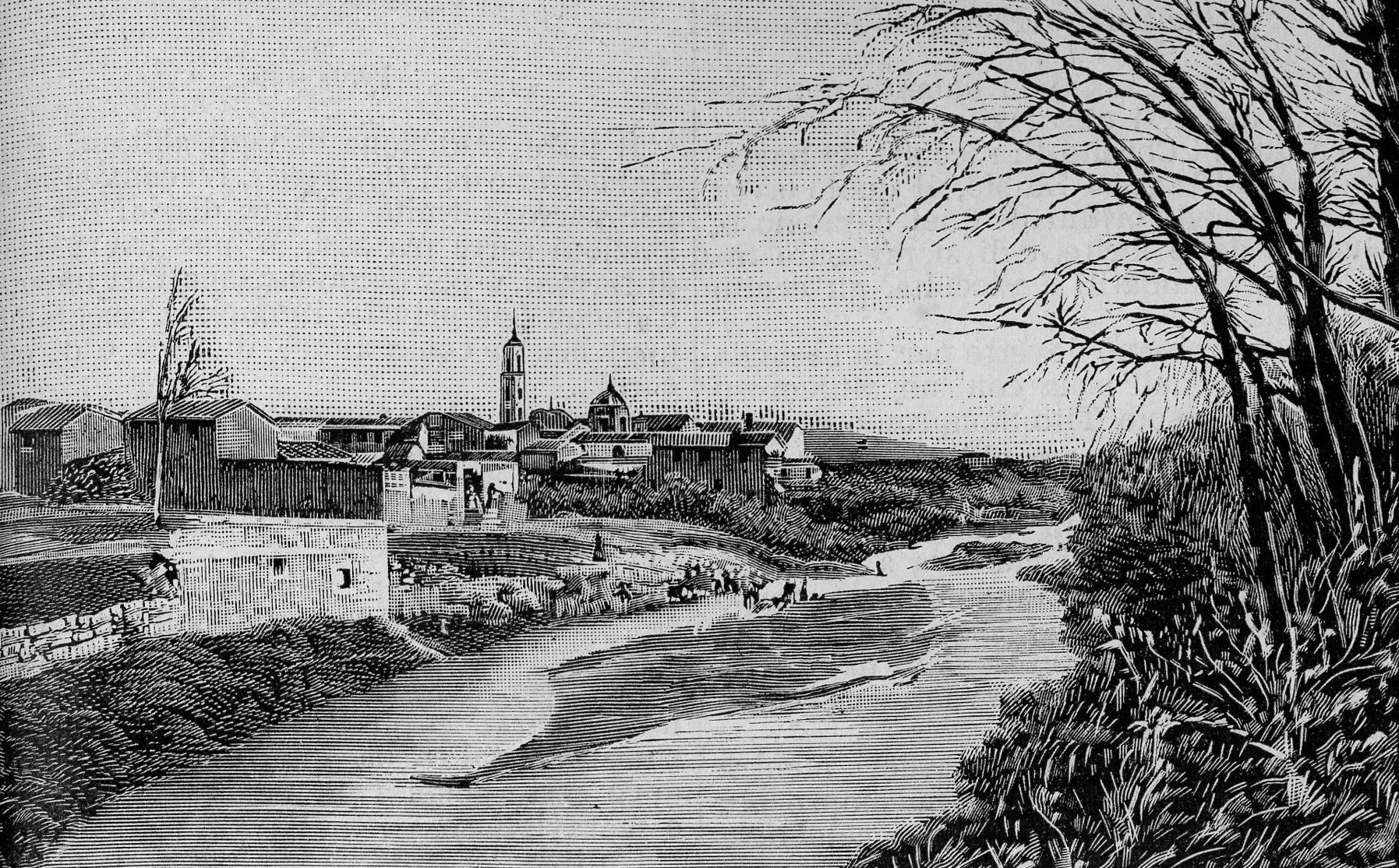
Panorama di Tortolì (xilografia 1901)

### Cronologia dal 1859 in poi
| Anno | Avvenimento |
| ---- | --- |
| 1859 | entra a far parte della provincia di Cagliari fino al 1926.                                                                              |
| 1869 | (aprile) giunge il vaiolo, introdotto da un carcerato tradotto in Tortolì, che dissemina morte sia in loco che nel resto del mandamento. |
| 1881 | (4 giugno) inaugurazione del primo acquedotto che porta l'acqua dalla sorgente di "Fra Locci" all'attuale piazza Cavour.                 |
| 1894 | Bardana di Tortolì. |
| 1906 | si dà inizio alla costruzione del "ponte di ferro" sul rio Foddeddu che collega il centro verso sud.                                     |
| 1918 | (ottobre - novembre) epidemia di influenza spagnola con oltre 150 morti.                                                                 |
| 1926 | entra a far parte della provincia di Nuoro.                                                                                              |
| 1927 | con bolla pontificia di Papa Pio XI la residenza della sede vescovile d'Ogliastra passa da Tortolì a Lanusei.                            |
| 1935 | (10 giugno) visita di Benito Mussolini.                                                                                                  |
| 1943 | (23 aprile, 13:30 circa) 18 aerei bombardano il porto ad Arbatax: 13 vittime.                                                            |
| 1963 | Viene istituita l'Area Industriale ed insediata la cartiera di Arbatax, la più grande in Europa.                                         |

Alluvione del 1993
Il 31 ottobre 1993 il fiume Foddeddu che attraversa la città esondò inondando tutti i quartieri fino alla frazione di Arbatax. I danni furono enormi e la città ci mise un po’ di tempo per rialzarsi. Attualmente il fiume è “contenuto” da dei muraglioni molto alti che evitano che il fiume possa esondare un’altra volta e allagare la città.

### Simboli
Lo stemma e il gonfalone di Tortolì sono stati concessi con decreto del presidente della Repubblica del 30 ottobre 2008.
(D.P.R. 30 ottobre 2008)
Il gonfalone è un drappo di bianco.

### Onorificenze

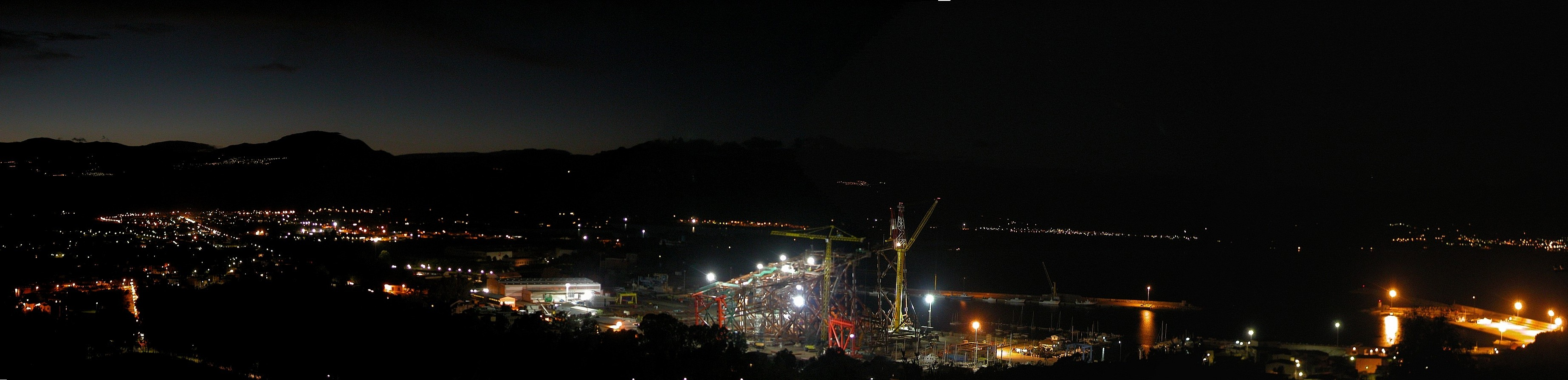
Veduta notturna di Tortolì e del porto di Arbatax

## Monumenti e luoghi d'interesse

### Architetture religiose
- La chiesa di Sant'Andrea, risalente al Seicento ma realizzata su un precedente edificio di culto del XII secolo e restaurata nel 1995, è stata cattedrale della diocesi dell'Ogliastra.
- La chiesa di Sant'Anna nella piazza della Cattedrale.
- Chiesa di Stella Maris ad Arbatax nell'area demaniale portuale. Costruita nel Novecento dal Demanio è la chiesa dei pescatori.
- Chiesa di San Giorgio ad Arbatax Portu Frailis inaugurata negli anni 1995-96 con tre navate e cupola ottagonale.
- Chiesa di San Giuseppe nel quartiere di Monte Attu.
- Chiesa di Sant'Antonio Abate del XII secolo di proprietà privata seppur ancora consacrata. Vi si riuniva anticamente la Corona de Logu del Giudicato di Agugliastra.
- Chiesa di San Gemiliano, intitolata a Gemiliano da Cagliari, cinquecentesca ma completamente ricostruita e rifinita in stile anni '50. Ha la particolarità di essere una delle pochissime chiese rurali in prossimità del mare.[12]

### Architetture civili
- Palazzo dei Conti Quigini-Puliga ex Episcopio Diocesano in via Vittorio Emanuele attualmente sede della biblioteca comunale.
- Antica Blocchiera Falchi a fianco del palazzo comunale sede di manifestazioni culturali e di rassegne artistiche.

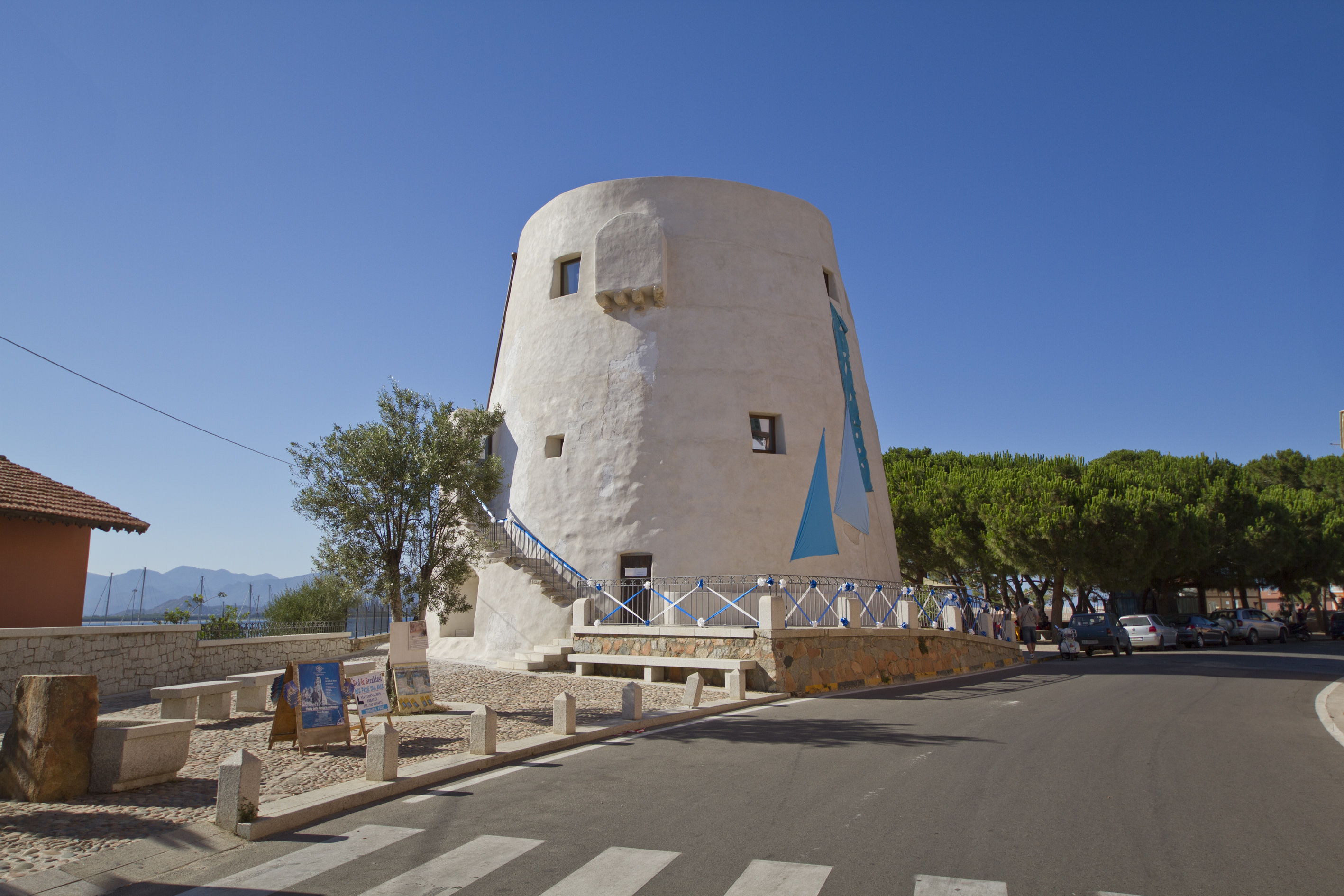
Torre di San Miguel nel porto di Arbatax

### Architetture militari
- Torre di San Miguel sul lungomare di Arbatax, restaurata nel 2017 e destinata a diventare il Museo del mare d'Ogliastra.

### Siti archeologici

#### Area archeologica attrezzata S'Ortali 'e su Monti
Il complesso archeologico sorge a sud-est di Tortolì lungo la direttrice per Orrì. È un'area di circa 7 ettari, recintata da un muro in pietra, su cui insistono un nuraghe complesso, una tomba dei giganti, due menhir, un villaggio di capanne circolari, una domus de janas, un muro rettilineo e un secondo nuraghe di cui residuano solo alcuni filari di base.
Il sito è recintato, custodito, ed affidato in gestione ad una cooperativa culturale che offre servizi di visite guidate.

### Luoghi di interesse naturalistico

#### Coste

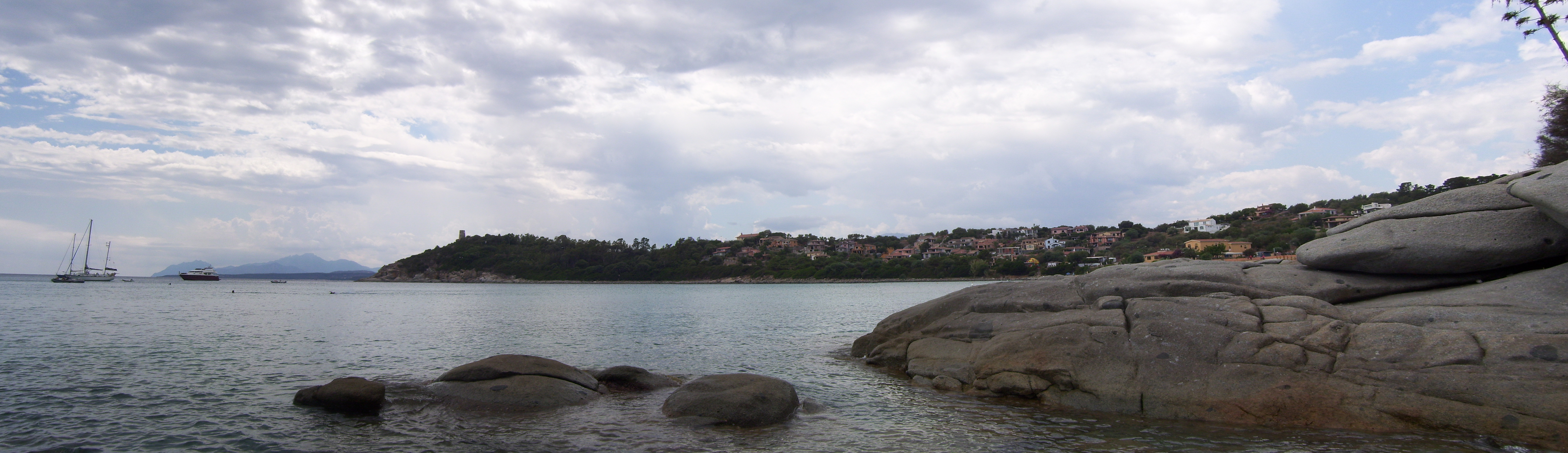
Panoramica della baia di Porto Frailis con la torre di san Gemiliano sullo sfondo

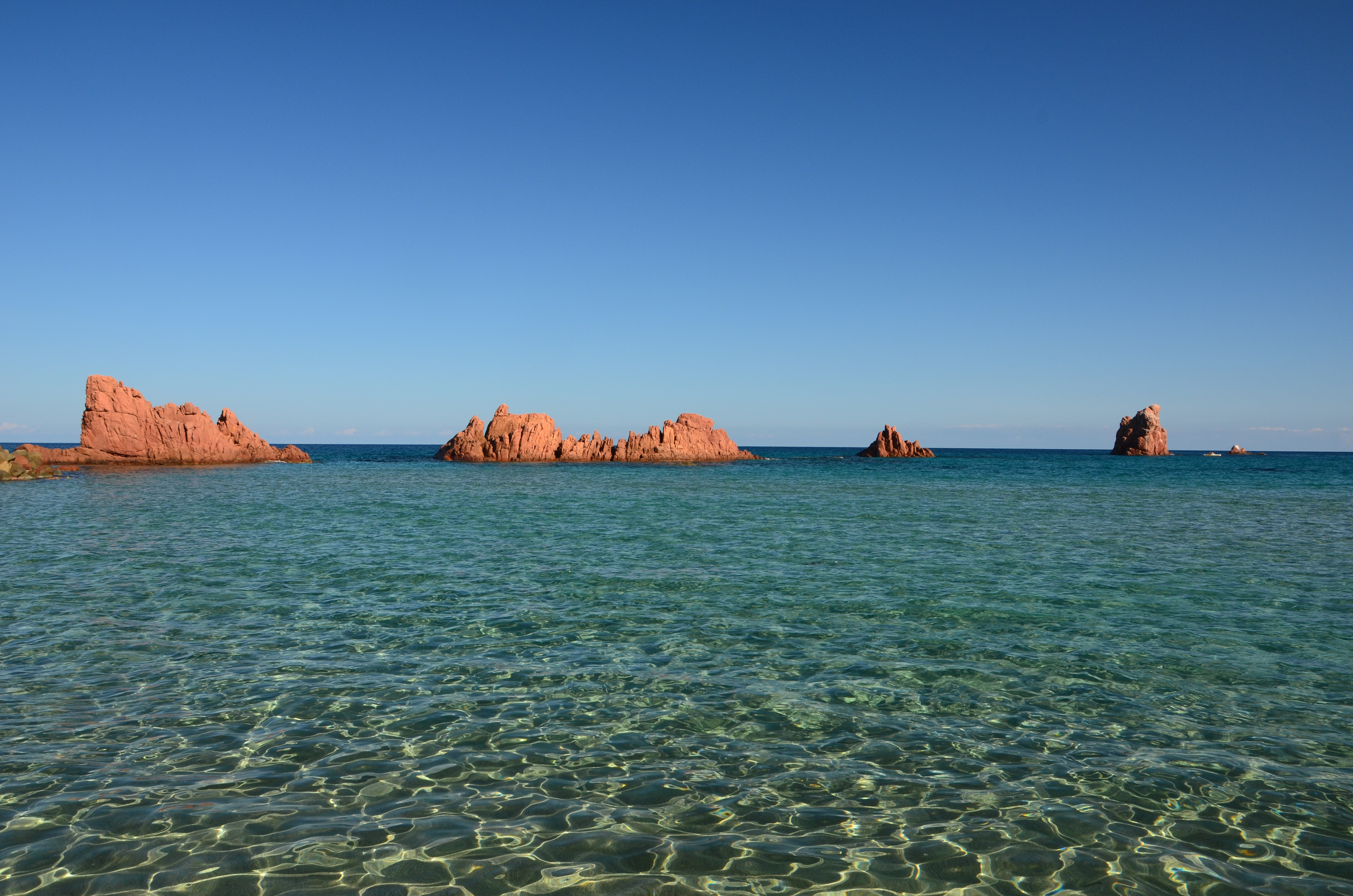
Spiaggia di Cea

Il territorio comunale a est si affaccia sul mare con le lunghe e rinomate spiagge di sabbia granitica. La prima, partendo da nord al confine con Lotzorai, è delimitata dallo stagno di Tortolì e prende il nome di Riva di ponente, è lunga più di un chilometro ed è orlata da una pregevole pineta alle spalle del canale di Baccasara.
Unico nel suo genere è il piazzale degli Scogli Rossi ad Arbatax: le grandi scogliere di porfido rosso disegnano uno scenario di grande bellezza per questo sito ubicato dentro l'abitato di Arbatax, all'ingresso del porto ed ai piedi della collina di Bellavista.
Il bagnasciuga è qui costituito in parte da ciottoli di granito e di porfido rosso e per il resto da maestose scogliere che da sempre sono frequentate dai ragazzi del paese per il cimento nei tuffi.
Esposta a sud-est, protetta dal vento di maestrale dal promontorio di Bellavista è la spiaggia di Portu Frailis: costituita da sabbia e rocce levigate è totalmente inserita nel tessuto urbano della città nei pressi della torre saracena e della chiesa di San Gemiliano è una spiaggia frequentata anche al di fuori della stagione estiva, anche per la presenza di varie strutture ricettive.
Segue la grande spiaggia di San Gemiliano: lungo i suoi tre chilometri di lunghezza gli accessi al mare del Saraceno, di Sos Flores, Abbas a Oru, nota anche come Basaura, de S'Orrologiu, e degli stagni di Orrì.

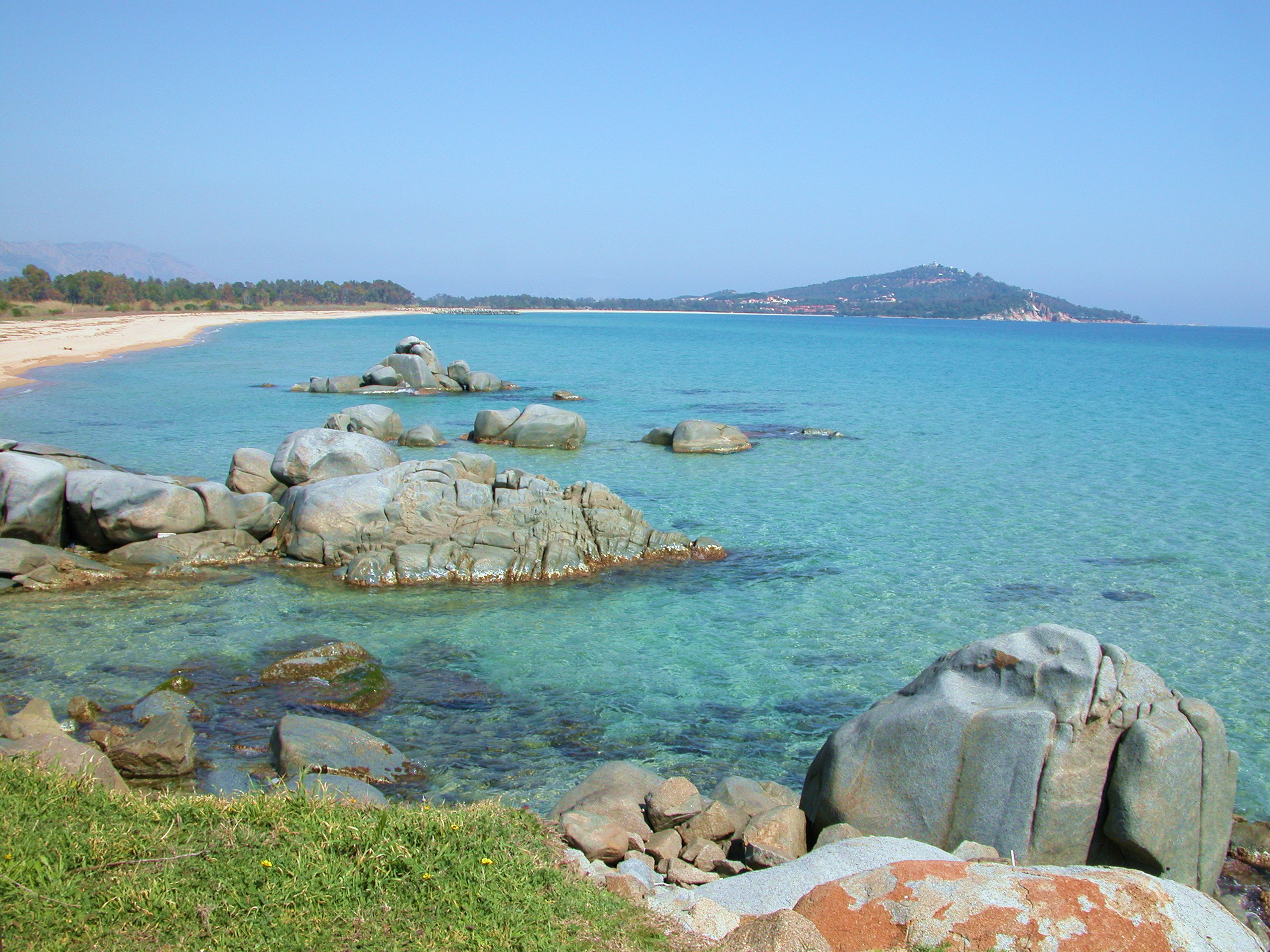
Lido di Orrì

Il Lido di Orrì, pur essendo il prosieguo del litorale di San Gemiliano, è completamente differente essendo costituito dall'alternarsi di cale di sabbia finissima con scogli di granito grigio; sulla collina una cresta ininterrotta di porfido rosso termina in mare nell'ultima spiaggia di Tortolì: si tratta della bianca spiaggia di Cea, lunga 4 km e circondata da macchie secolari di ginepro.

#### Parchi e giardini
Tortolì ha una buona dotazione di aree verdi attrezzate distribuite nei vari quartieri della città e tutte, in genere dotate di giochi per i più piccini, di illuminazione e di parcheggi. La più importante è senza dubbio l'area di piazza Rinascita, situata in pieno centro a ridosso delle più importanti strade commerciali di Tortolì, dotata di un grande parcheggio, vi si trovano l'ufficio postale e la stazione dei Carabinieri. Ogni venerdì si tiene il mercato delle bancarelle.
Lungo la direttrice stradale fra Tortolì ed Arbatax si trova il grande parco urbano " La Sughereta " realizzato in un reliquato della grande foresta di sughere e lecci che ricopriva la piana di Tortolì. Sette ettari di parco sono stati recintati ed attrezzati dei necessari servizi e di percorsi vita e fitness.
Leggermente più piccolo ma ubicato in una posizione importante è il parco Batteria ad Arbatax.
Si trova sulla collina che sovrasta il piazzale degli Scogli Rossi, il porto e l'abitato di Arbatax in una posizione panoramica sul golfo e sulla pianura tale da consentire di ammirare la costa da capo Montesanto al Monteferru e di abbracciare con lo sguardo in un tutt'uno l'intera Ogliastra dai Tacchi di Jerzu al Supramonte di Urzulei. Il progetto realizzato ha consentito di recuperare un sito di grande importanza storica e culturale: trattasi infatti della zona militare dove erano, durante la seconda guerra mondiale, le batterie antiaeree poste a difesa del porto di Arbatax, con le casematte, le piazzole dei cannoni ed i rifugi dei soldati addetti alla difesa.

## Società

### Evoluzione demografica
Abitanti censiti

In base ai dati del censimento 2001 nel comune di Tortolì sono stati rilevati 9 973 abitanti residenti, dei quali 7 428 abitanti (pari al 74%) nel centro urbano di Tortolì. Altra località abitata del territorio comunale è Arbatax con 2 202 abitanti, mentre la restante popolazione sparsa ammonta a 343 unità. Nel censimento 2021 il comune di Tortolì registrava 11 024 abitanti residenti.

### Etnie e minoranze straniere
Al 31 dicembre 2016 gli stranieri residenti nel comune di Tortolì sono 263, pari al 2,4% circa della popolazione totale. Le nazioni di origine più rappresentate sono Romania, Marocco e Senegal.

### Lingue e dialetti
La variante del sardo parlata a Tortolì è il campidanese ogliastrino.

### Religione
Tortolì fa parte della diocesi di Lanusei, di cui è stata sede vescovile fino al 1927, prima del trasferimento della sede vescovile a Lanusei per mezzo di decreto pontificio.
Le parrocchie sono tre: Sant'Andrea Apostolo, quella di Maria Stella Maris (ad Arbatax) e San Giuseppe. Poi sono presenti alcune chiese campestri come San Salvatore, San Lussorio, San Gemiliano e alcune chiese minori cittadine come Sant'Antonio abate e la chiesa di San Giorgio.

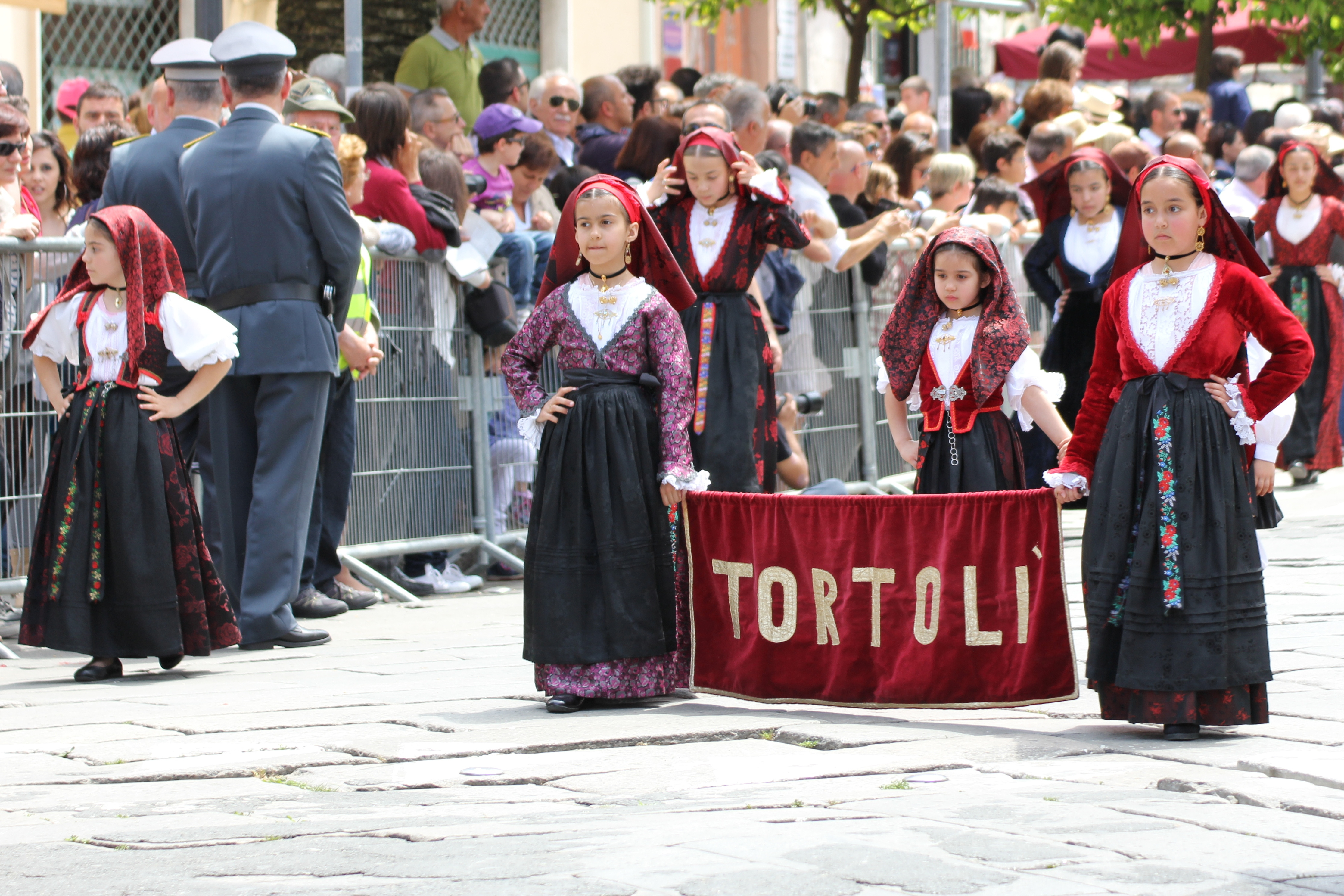
Costume tradizionale di Tortolì

## Cultura

### Musei
A Tortolì è stato realizzato un importante museo di arte moderna, Museo Su logu de s'iscultura, che ha la particolarità che le opere sono posizionate in spazi all'aperto. Sono esposte opere di Mauro Staccioli, Antonio Levolella, Umberto Mariani, Ascanio Renda, Maria Lai e Hidetoshi Nagasawa.

### Cucina
A Tortolì e nei paesi vicini viene prodotto il famoso vino Cannonau DOC, vinificato nelle versioni classico e riserva nella locale cantina sociale. Oltre trecento soci conferiscono le pregiate uve del più famoso vitigno della Sardegna per una produzione di oltre 1.500.000 bottiglie ogni anno.
I piatti della cucina tortoliese sono quelli della tradizione agricola della zona. Da segnalare i culurgiones a base di patate, formaggio e menta chiusi nella classica forma a spiga, le zuppe e le minestre cucinate con le variegate verdure dei giardini e degli orti della piana, le fave con il lardo, le carni del territorio quali la vitella, il porcetto e l'agnello cucinate allo spiedo e non ultima la carne di pecora bollita con le verdure e le erbe selvatiche "a cappottu". A questa cucina tipicamente di terra si sovrappone quella di mare della frazione di Arbatax: I pescherecci di Arbatax conferiscono prodotti di qualità quali aragoste, astici, gamberi, tonni, pesci spada, dentici, orate, spigole e molte altre specie presenti nel Mediterraneo. Un discorso a parte merita la produzione ittica dello stagno di Tortolì con le sue anguille, le orate ed i cefali in particolare che attivano la produzione di una vera rarità gastronomica, un'eccellenza da gourmet universalmente riconosciuta per la sua qualità, visto l'habitat dove viene allevato il cefalo: la "bottarga di muggine di Tortolì".

### Eventi

#### Is Festas de Sartu
Fra la terza domenica di agosto e la seconda domenica di settembre, ogni anno si festeggiano i tre santi ai quali sono dedicate le chiese campestri: san Lussorio (la terza domenica di agosto), san Gemiliano (ultima domenica di agosto, o, se questa fosse la terza, la prima domenica di settembre) e san Salvatore, celebrata nella seconda domenica di settembre. I festeggiamenti civili e religiosi durano dal venerdì alla domenica. Il venerdì si svolge nella piazza antistante la chiesa di Sant'Andrea il rito tradizionale Su Imbidu. Il giorno seguente il simulacro del santo posto su un antico carro trainato da un maestoso giogo di buoi rossi, viene accompagnato da una processione nella sua chiesa campestre, dove starà tutta la notte. La domenica, dalla chiesetta il santo riparte alla volta della Cattedrale, accompagnato da una processione nella quale in genere sfilano gruppi folk da tutta la Sardegna.

#### Festa di "Stella Maris"
La Festa si celebra il terzo fine settimana di luglio in onore della Madonna patrona del borgo di Arbatax. Sono coinvolti non solo i paesani e i parrocchiani ma anche numerosi turisti e pellegrini provenienti da tutta l'Ogliastra e oltre. Tradizionalmente il venerdì si svolge la Sagra delle cozze mentre il sabato la Sagra del pesce fritto. L'apice della festa si raggiunge nel pomeriggio della domenica quando una solenne processione, con il simulacro della Madonna, parte dalla chiesa e passando per le vie del borgo raggiunge le banchine del porto dove viene celebrata la santa messa. È da qui che ha inizio la parte più suggestiva della Festa. Alla conclusione della messa infatti la statua della Madonna viene posta su un peschereccio messo a disposizione e preparato per l'occasione. Al seguito del peschereccio si raccolgono numerose imbarcazioni colme di fedeli che si avviano in processione per fare i tradizionali tre giri nel porto. I fedeli e pellegrini che osservano dalla banchina seguono la processione con devozione e rispetto nella preghiera fino al lancio della corona di fiori in ricordo delle vittime del mare. La festa si conclude alla mezzanotte di domenica con i tradizionali fuochi di artificio.

## Economia
L'economia di Tortolì ha i suoi punti di forza nella varietà degli elementi che ne compongono il tessuto. È largamente diffuso il settore primario costituito dall'agricoltura, specialmente nel settore orticolo, e dalla pesca, sia quella marittima che quella lagunare. Sono storicamente radicati l'artigianato agroalimentare, meccanico, manifatturiero.

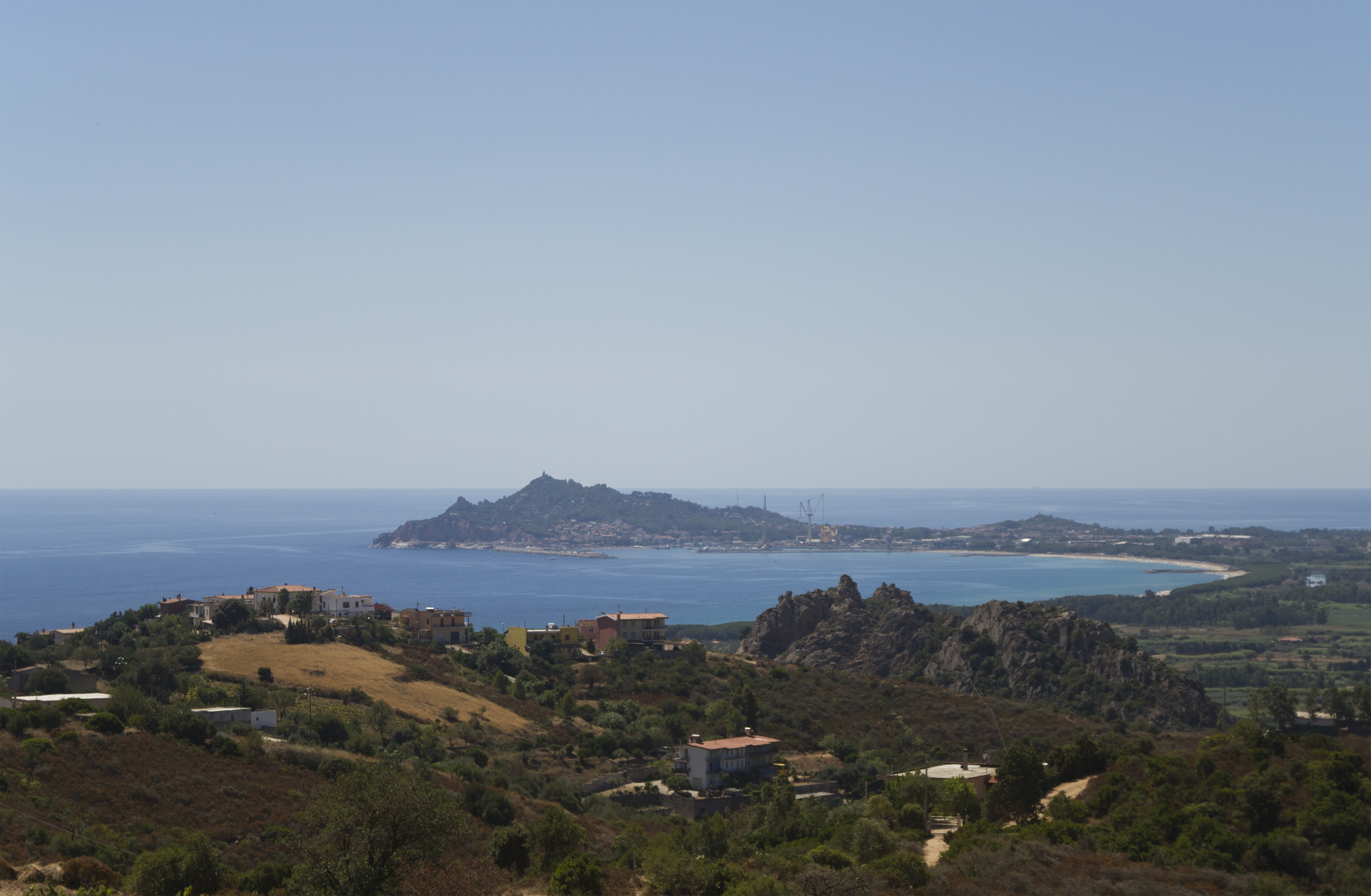
Capo Bellavista

È presente un'area industriale consortile dove sono insediate imprese industriali nei comparti della cantieristica navale petrolifera, dell'optoelettronica, del settore alimentare, della costruzione riparazione e rimessaggio di imbarcazioni da diporto, dell'industria ittica, della costruzione di manufatti in cemento prefabbricato, delle manutenzioni industriali e delle energie alternative.
Un altro segmento importante è costituito dal terziario commerciale e dai servizi. Di importanza strategica e di livello territoriale il porto, l'aeroporto e la piattaforma intermodale trasporti ferro-gomma.
Infine, ma non certamente ultimo per importanza il settore turistico ricettivo: il più importante della Sardegna centrale con oltre 5000 posti letto nel settore alberghiero con classificazione medio alta.

### L'allevamento degli struzzi
Un'attività economica che in passato rivestì grande importanza per Tortolì fu quella dell'allevamento degli struzzi, che si sviluppò tra il 1908 e il 1930, quando l'attività fu abbandonata perché non più redditizia. Il primo allevamento venne impiantato a S. Maria Navarrese, e lo scopo principale era per il commercio delle piume, che all'epoca erano molto di moda per decorare i cappelli, gli abiti femminili e i boa (sciarpe tubolari). I primi otto struzzi (6 maschi e 2 femmine) provenivano dalla Germania e si riprodussero rapidamente. Poco tempo dopo a Baccasara, nella piana di Tortolì, fu creato uno stabilimento più grande e completo in un terreno di 26 ettari. Si arrivò ad avere 175 esemplari e la produzione era talmente abbondante che le piume vennero vendute non solo in Italia, ma anche all'estero. Alcuni struzzi vennero inoltre addomesticati e addestrati in modo da poterli cavalcare ed abituarli a trainare il sulky e il calesse e fu allestito allo scopo uno struzzodromo. Il 24 maggio 1921 il re d'Italia Vittorio Emanuele III visitò lo struzzodromo e conferì il titolo di Cavaliere della Croce al merito della Corona d'Italia al proprietario dell'allevamento, Giuseppe Meloni.
Negli anni immediatamente successivi le piume cessarono di essere un ricercato elemento decorativo e l'allevamento ne risentì con la progressiva riduzione del numero degli uccelli. Si imboccò come alternativa la strada delle corse; grazie a un accordo con alcuni finanziatori si varò un programma che prevedeva esibizioni nei maggiori ippodromi europei: corse al galoppo e corse col sulky.. I ricavi però non furono sufficienti e anche questa attività terminò. Gli struzzi furono così usati come attrazione pubblicitaria, trainando in giro per le città sulky con cartelli di reclame; tra le aziende che sfruttarono questa modalità vi furono tra le altre la Martini e la S. Pellegrino. Esaurite le richieste delle industrie nazionali, la troupe si trasferì all'estero: Costa Azzurra, Barcellona, Parigi, Vienna (dove pubblicizzò il cabaret di Joséphine Baker), Belgio, Paesi Bassi, Svizzera e Germania. In seguito, gli struzzi vennero quasi tutti affidati ad alcuni zoo; nel 1930, con la morte dell'ultimo esemplare di allevamento rimasto, l'attività cessò definitivamente.

## Infrastrutture e trasporti

### Strade
La città è attraversata dalla Strada statale 125 Orientale Sarda e dalla Strada statale 198 di Seui e Lanusei.

### Ferrovie

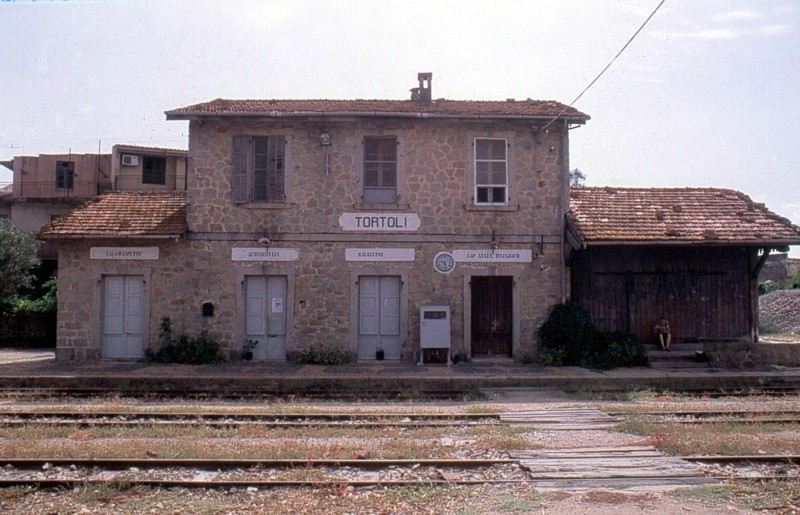
La stazione ferroviaria, utilizzata dal 1997 per il solo servizio turistico del Trenino Verde

Tortolì è attraversata dalla linea ferroviaria Mandas-Arbatax, dal 1997 chiusa al traffico ferroviario ordinario ed impiegata per il solo Trenino Verde, il servizio turistico ferroviario dell'ARST.
La tratta, che è dotata di uno scalo a Tortolì, ha il capolinea nella stazione di Arbatax, sita in prossimità delle banchine del porto, dopo 159 km di tragitto in siti di grande pregio paesaggistico. La tratta, stando ai dati del 2005, è quella che catalizza il maggior numero di passeggeri per il servizio: su 60771 passeggeri hanno viaggiato su tutte le tratte del Trenino Verde in Sardegna, ben 40307 hanno scelto la tratta da Arbatax a Mandas.
In estate numerosi turisti intraprendono un viaggio che li porta, attraverso scenari di grande bellezza a visitare l'interno dell'isola dal mare ai contrafforti del Gennargentu ricchi di canyon, di foreste, laghi e fiumi.

### Porto

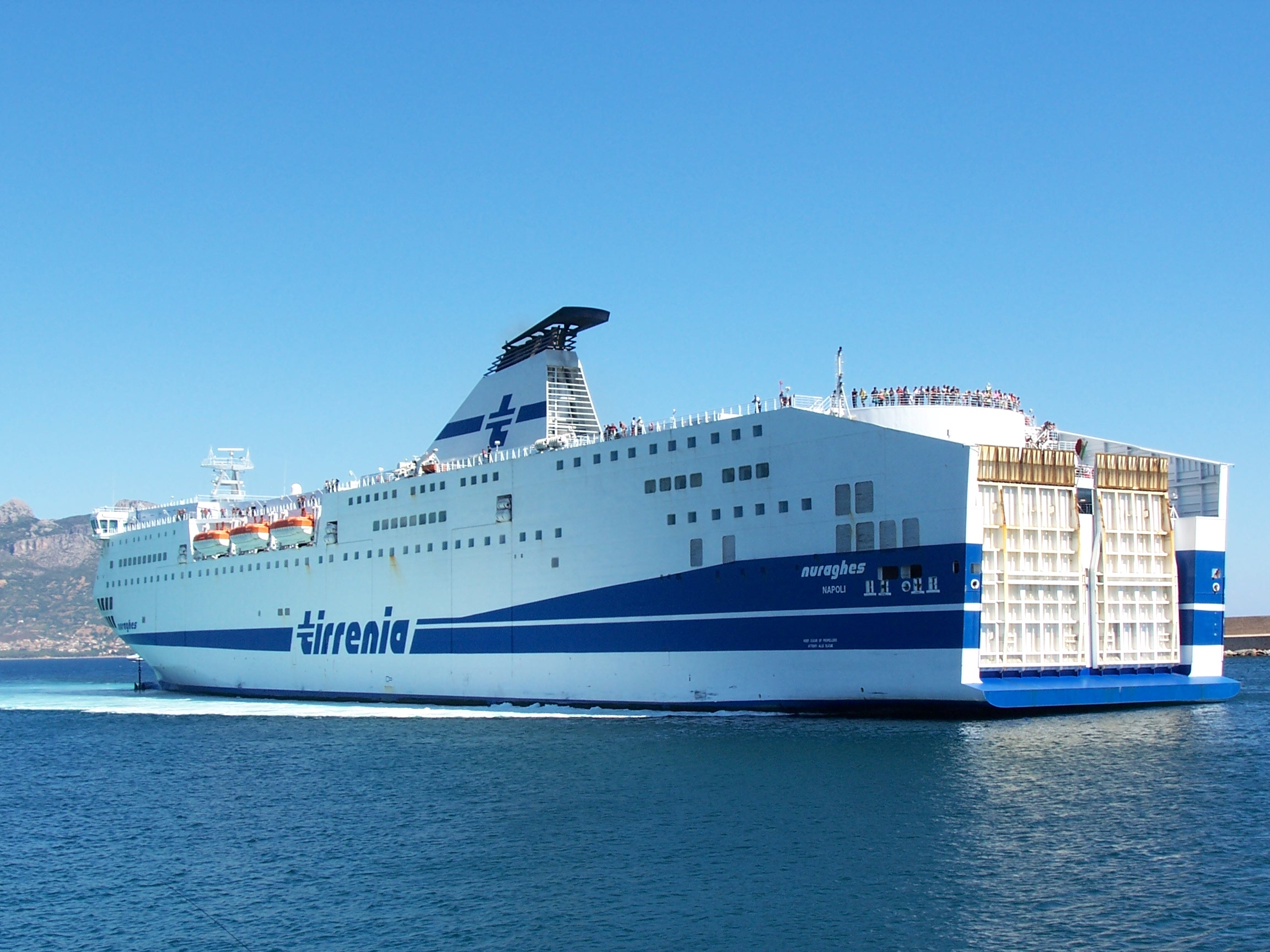
Traghetto Nuraghes in arrivo ad Arbatax

Arbatax è collegata con Civitavecchia e Cagliari. I collegamenti sono effettuati con navi di Grimaldi Lines, in regime di continuità territoriale.

### Aeroporti
L'aeroporto di Tortolì è un aeroporto privato. Dopo un decennio di chiusura, a partire dall'estate 2023, l'Aliarbatax, società proprietaria dello scalo, ha ripreso le attività riscontrando particolare successo sugli aerotaxi.

### Mobilità urbana
Il servizio di trasporto urbano ed extraurbano di Tortolì-Arbatax è assicurato dai minibus pollicino di un'azienda privata concessionaria.
Tortolì è inoltre collegata con le principali città della Sardegna e con i porti e gli aeroporti della regione con i mezzi dell'ARST, l'azienda trasporti regionale.
La stazione di partenza ed il deposito degli autobus sono situati nella centrale piazza Fra Locci.

## Amministrazione
| Periodo          | Periodo          | Primo cittadino             | Partito                                        | Carica                    | Note   |
| ---------------- | ---------------- | --------------------------- | ---------------------------------------------- | ------------------------- | ------ |
| 23 aprile 1995   | 16 aprile 2000   | Franco Ladu                 | liste civiche di centro-sinistra               | sindaco                   | [ 18 ] |
| 16 aprile 2000   | 8 maggio 2005    | Mauro Pilia                 | liste civiche di centro-destra                 | sindaco                   | [ 19 ] |
| 8 maggio 2005    | 30 maggio 2010   | Marcella Maria Elena Lepori | liste civiche di centro-sinistra               | sindaco                   | [ 20 ] |
| 30 maggio 2010   | 25 maggio 2014   | Domenico Lerede             | lista civica "Progresso Tortolì - Arbatax"     | sindaco                   | [ 21 ] |
| 25 maggio 2014   | 16 giugno 2019   | Massimo Cannas              | lista civica "Obiettivo Uno"                   | sindaco                   | [ 22 ] |
| 16 giugno 2019   | 24 febbraio 2023 | Massimo Cannas              | lista civica "Progetto 4.0."                   | sindaco                   |        |
| 24 febbraio 2023 | 29 maggio 2023   | Francesco Cicero            |                                                | commissario straordinario | [ 23 ] |
| 30 maggio 2023   | in carica        | Marcello Ladu               | Lista civica "Nuove rotte per Tortolì Arbatax" | Sindaco                   | [ 24 ] |

### Gemellaggi
Tortolì è gemellata con:
- Venosa, dal 2008[25]